# ジョホール・シンガポール・コーズウェイ
ジョホール・シンガポール・コーズウェイ（英語: Johor-Singapore Causeway、マレー語: Tambak Johor、中国語: 新柔长堤）は、ジョホール海峡を横断してシンガポールのウッドランズ（シンガポール島北部）とマレーシアのジョホール州州都であるジョホールバルを橋で結ぶ土手道である。現地では単にコーズウェイと呼ばれることが多い。本項でも以降「コーズウェイ」と表記する。

## 概要
当時マレー半島一帯を植民地支配していた宗主国のイギリスの手により、4年間の工事を経て1923年に開通し、総距離は1,056m。このコーズウェイは道路のほかにマレー鉄道、水のパイプラインが通っている。水のパイプラインは3本あり、その内2本でマレーシアからシンガポールが原水を買い、1本で上水道をマレーシアに売っている。道路の場合、コーズウェイの両端には料金所、国境検問所があり、出国審査を受けてからコーズウェイを渡り、入国審査を受ける。
1日に約6万台車両が通過するが、夕方、休日には渋滞が起こる。かねてより問題になっていたこの慢性的な交通渋滞を解消するため、1998年にマレーシア・シンガポール・セカンドリンク（シンガポール島西部）が建設された。また、コーズウェイ東側に新しい鉄道橋・道路橋を建設する計画がある。

## 他の道路への接続
- シンガポール側

シンガポールの高速道路である、ブキッ・ティマ高速道路 (BKE:Bukit Timah Expressway)の端に位置し、そのまま高速道路に乗ることができる。
- マレーシア側

マレーシアの高速道路である、スクダイ高速道路 (Skudai Highway)の端に位置し、そのまま高速道路に乗ることができる。

## 歴史
- 1919年 - 工事開始
- 1923年9月17日 - コーズウェイの鉄道が開通。貨物列車運行開始。
- 1923年10月1日 - コーズウェイ経由の旅客列車運行開始。
- 1924年6月28日 - コーズウェイの道路が開通。
- 1942年 - 日本軍の進軍を阻むため、イギリス軍の手により部分的に切断（その後、日本の占領軍により再建）
- 1964年7月22日～同年7月26日 - 人種間暴動の勃発で一時閉鎖。

## 料金

### マレーシア料金所
| Class | 車両区分           | 料金 (リンギット) |
| ----- | ------------------ | ----------------- |
| 0     | 二輪車             | なし              |
| 1     | 普通乗用車         | 2.90              |
| 2     | バン、小型トラック | 4.10              |
| 3     | 大型トラック       | 5.50              |
| 4     | タクシー           | 1.30              |
| 5     | バス               | 2.10              |

- Touch 'n Goが使用可能

### シンガポール料金所
| Class | 車両区分           | 料金 (シンガポールドル) |
| ----- | ------------------ | ----------------------- |
|       | 二輪車             | なし                    |
|       | 普通乗用車         | 1.20                    |
|       | バン、小型トラック | 1.80                    |
|       | 大型トラック       | 2.40                    |
|       | タクシー           | 0.60                    |
|       | バス               | 0.90                    |